# Pietro Tarchini
Pietro Tarchini (Balerna, 29 de setembre de 1921 - Ponte Cremenaga, 14 de juliol de 1999) va ser un ciclista suís que va ser professional entre 1945 i 1949. En el seu palmarès destaquen dues victòries d'etapa a la Volta a Catalunya de 1946 i una altra al Tour de França de 1947.

## Palmarès
- 1946
  - Vencedor de dues etapes a la Volta a Catalunya
  - Vencedor d'una etapa a la Volta a Mallorca
- 1947
  - 1r del Tour dels 4 Cantons
  - Vencedor d'una etapa al Tour de França
- 1948
  - 1r del Tour dels 4 Cantons
  - Vencedor d'una etapa a la Volta a Luxemburg

### Resultats al Tour de França
- 1947. 53è de la classificació general. Vencedor d'una etapa